# Ali Kábí
Ali Kábí (arabul: علي الكعبي); Tunisz, 1953. november 15. –) tunéziai válogatott labdarúgó.

## Pályafutása

### Klubcsapatban
1972 és 1983 között a CO Transports csapatában játszott.  

### A válogatottban
1973 és 1982 között 72 alkalommal szerepelt a tunéziai válogatottban és 9 gólt szerzett. Részt vett az 1978-as és az 1982-es Afrikai nemzetek kupáján, illetve az 1978-as világbajnokságon, ahol a Lengyelország és az NSZK elleni csoportmérkőzésen kezdőként lépett pályára, a Mexikó ellen 3–1-re megnyert találkozón pedig ő szerezte csapata egyenlítő gólját, ami a tunéziai válogatott történetének legelső világbajnoki gólja volt.